# Élections municipales de 2008 dans les Hautes-Alpes
Les élections municipales françaises de 2008 ont eu lieu le 9 et 16 mars 2008. Le département des Hautes-Alpes comptait 177 communes, dont 3 de plus de 3 500 habitants où les conseillers municipaux étaient élus selon un scrutin de liste avec représentation proportionnelle.

## Maires élus
Les maires élus à la suite des élections municipales dans les communes de plus de 1 000 habitants :
| Commune           | Population | Maire sortant      | Parti | Parti | Maire élu        | Parti | Parti |
| ----------------- | ---------- | ------------------ | ----- | ----- | ---------------- | ----- | ----- |
| Briançon          | 11 542     | Alain Bayrou       |       | UMP   | Alain Bayrou     |       | UMP   |
| Embrun            | 6 230      | Chantal Eymeoud    |       | NC    | Chantal Eymeoud  |       | NC    |
| Gap               | 37 332     | Roger Didier       |       | PRG   | Roger Didier     |       | PRG   |
| Laragne-Montéglin | 3 484      | Henriette Martinez |       | UMP   | Auguste Truphème |       | DVG   |
| Veynes            | 3 164      | Christine Nivou    |       | PS    | Christine Nivou  |       | PS    |

### Résultats en nombre de maires
| Partis       | Partis                            | Maires sortants | Maires élus | Évolution |
| ------------ | --------------------------------- | --------------- | ----------- | --------- |
|              | Union pour un mouvement populaire | 2               | 1           | -1        |
|              | Nouveau centre                    | 1               | 1           | =         |
| Total droite | Total droite                      | 3               | 2           | -1        |
|              | Parti radical de gauche           | 1               | 1           | =         |
|              | Parti socialiste                  | 1               | 1           | =         |
|              | Divers gauche                     | 0               | 1           | +1        |
| Total gauche | Total gauche                      | 2               | 3           | +1        |
| Total        | Total                             | 10              | 10          | -         |